# Davita Prendergast
Davita Prendergast (Westmoreland, 6 december 1984) is een Jamaicaanse sprintster, die gespecialiseerd is in de 400 m.

## Loopbaan
In 2002 kwalificeerde Prendergast zich op de 400 m tijdens de wereldkampioenschappen voor junioren in Kingston. Hier sneuvelde ze in de halve finale met een tijd van 53,76 s.
Haar grootste prestatie leverde Davita Prendergast in 2007 op de wereldkampioenschappen in Osaka door een zilveren medaille te winnen op de 4 x 400 m estafette. Met een nieuw nationaal record van 3.19,73 eindigde ze samen met haar teamgenotes Shericka Williams, Shereefa Lloyd en Novlene Williams achter de estafetteteams uit Amerika (goud; 3.18,55) en voor Groot-Brittannië (brons; 3.20,04). Ze liep als derde loopster haar gedeelte in 50,18.

## Persoonlijke records
Outdoor
| Onderdeel | Prestatie | Datum        | Plaats    |
| --------- | --------- | ------------ | --------- |
| 200 m     | 23,34 s   | 26 mei 2007  | Charlotte |
| 400 m     | 51,24 s   | 24 juni 2007 | Kingston  |

Indoor
| Onderdeel | Prestatie | Datum            | Plaats       |
| --------- | --------- | ---------------- | ------------ |
| 200 m     | 23,56 s   | 10 maart 2007    | Boston       |
| 400 m     | 53,11 s   | 15 februari 2008 | Fayetteville |

## Prestaties

### 400 m
- 2002: 5e in ½ fin. WJK - 53,76 s
- 2007: 5e Pan-Amerikaanse Spelen - 51,90 s
- 2011: 5e Qatar Athletic Super Grand Prix - 52,43 s

### 4 x 400 m estafette
- 2007: 4e Pan-Amerikaanse Spelen - 3.28,74
- 2007:  WK - 3.19,73
- 2010:  WK indoor - 3.28,49 (NR)
- 2011:  WK - 3.18,71 (NR)